# Wratt Peak
Der Wratt Peak ist ein über 1000 m hoher Gipfel im ostantarktischen Viktorialand. In der Royal Society Range ragt er 3 km westnordwestlich des Walcott-Gletscher zwischen diesem und dem Howchin-Gletscher am südöstlichen Ende des Chancellor Ridge oberhalb der Walcott Bay auf.
Das New Zealand Antarctic Place-Names Committee benannte ihn 2002. Der weitere Benennungshintergrund ist nicht überliefert.